# 황석희
황석희는 대한민국의 영화 번역가이다. 강원대학교 영어교육학과를 졸업했다. 데드풀 (영화)을 비롯해 소니 픽처스 엔터테인먼트의 스파이더맨 영화 시리즈를 비롯해 워너뮤직의 뮤직비디오들을 번역했다.

## 주요 영화 번역작
- 나이브스 아웃
- 인사이드 르윈
- 보헤미안 랩소디 (영화)
- 시카리오: 암살자의 도시
- 시카리오: 데이 오브 솔다도
- 맥베스 (2015년 영화)
- 셰이프 오브 워터: 사랑의 모양
- 원스 어폰 어 타임 인 할리우드
- 포드 V 페라리
- 콜 미 바이 유어 네임
- 쥬만지: 새로운 세계
- 쥬만지: 넥스트 레벨
- 서치 (영화)
- 1917 (영화)
- 존 윅: 리로드
- 존 윅 3: 파라벨룸
- 터미네이터: 다크 페이트
- 스파이더맨: 홈커밍
- 스파이더맨: 파 프롬 홈
- 스파이더맨: 뉴 유니버스
- 베놈 (2018년 영화)
- 데드풀 (영화)
- 데드풀 2
- 로건
- 엑스맨: 아포칼립스
- 엑스맨: 다크 피닉스
- 유전 (영화)
- 원스 (영화)
- 바이스 (2018년 영화)
- 알리타: 배틀 엔젤
- 블레이드 러너 2049
- 킬러의 보디가드
- 혹성탈출: 종의 전쟁
- 사일런스 (2016년 영화)
- 불릿 트레인

## 뮤지컬 번역작
- 스쿨 오브 락 (뮤지컬)
- 썸씽로튼
- 식스 더 뮤지컬
- 원스 (뮤지컬)
- 틱틱붐

## 번역서
- 롱 웨이 다운 (2017년 도서)